# Compagnie des chemins de fer des Ardennes
La Compagnie des chemins de fer des Ardennes, anciennement dénommée Compagnie du chemin de fer des Ardennes et de l'Oise, est une société anonyme qui constitua un réseau de voies ferrées sur le territoire français entre 1855 et 1863.
Elle disparaît le 1er janvier 1864, date officielle de sa fusion avec la Compagnie des chemins de fer de l'Est.

## Histoire
La société anonyme dénommée « Compagnie du chemin de fer des Ardennes et de l'Oise », est autorisée par le décret impérial du 11 juillet 1855. Elle dispose d'un fonds social de 21 millions de francs réparti en 42 000 actions de 500 francs entièrement souscrites. Son premier conseil d'administration est composé du duc de Noailles, du baron Seillière, du baron Eugène Ladoucette, de Jules François Riché, du comte Fernand Foy, de Mathieu-Édouard Werlé, de Charles Demachy, de Bazin du Mesnil, de Henri Galos, de Samuel Laing, de Charles Devaux, de Mathew Uzielli et de William Reed.
Un décret impérial du 3 juillet 1857 autorise la société à modifier son nom ; elle est dénommée « Compagnie des chemins de fer des Ardennes ». Elle est le plus souvent appelée « Compagnie des Ardennes ».
Elle est rachetée par la Compagnie des chemins de fer de l'Est selon les termes d'un traité signé le 12 mai. Ce traité est approuvé par deux décrets impériaux le 11 juin 1859,. Toutefois la convention ne prévoit que le rachat ne sera effectif que deux ans après la mise en service du réseau de la Compagnie des chemins de fer des Ardennes. Cette clause est modifiée selon les termes d'une convention signée le 15 mars 1863 entre les deux compagnies, qui fixe la date de la fusion au 1er janvier 1864. Cette convention est approuvée par un décret impérial le 11 juin suivant.

## Réseau

### Concessions
La concession initiale du décret[Lequel ?] de juillet 1853 comprenait trois lignes totalisant 146 km :
- la ligne de Creil à Beauvais (± 40 km) ;
- la ligne de Reims à Charleville (± 86 km) ;
- un embranchement de Charleville à Sedan (± 20 km).

De nouvelles concessions ont par la suite été attribuées à la Compagnie des chemins de fer des Ardennes.
Un accord entre la Compagnie des chemins de fer du Nord et celle des Ardennes porte sur l'échange, par l'arrangement du 12 mai 1857, de la ligne de Reims à Laon, concédée aux chemins de fer du Nord le 19 février 1852, contre la ligne de Creil à Beauvais, alors en cours de construction.

### Les lignes
Liste non exhaustive de lignes concédées et mises en service par la Compagnie des Ardennes.
- Ligne de Creil à Beauvais (1857)
- Ligne de Givet à la frontière belge vers Morialmé (1862)
- Ligne de Longuyon à Mont-Saint-Martin (vers Athus) (1863)
- Ligne de Mohon à Thionville (1858-1863)
- Ligne de Reims à Laon (1857)
- Ligne de Soissons à Givet (1858-1863)

### Les gares

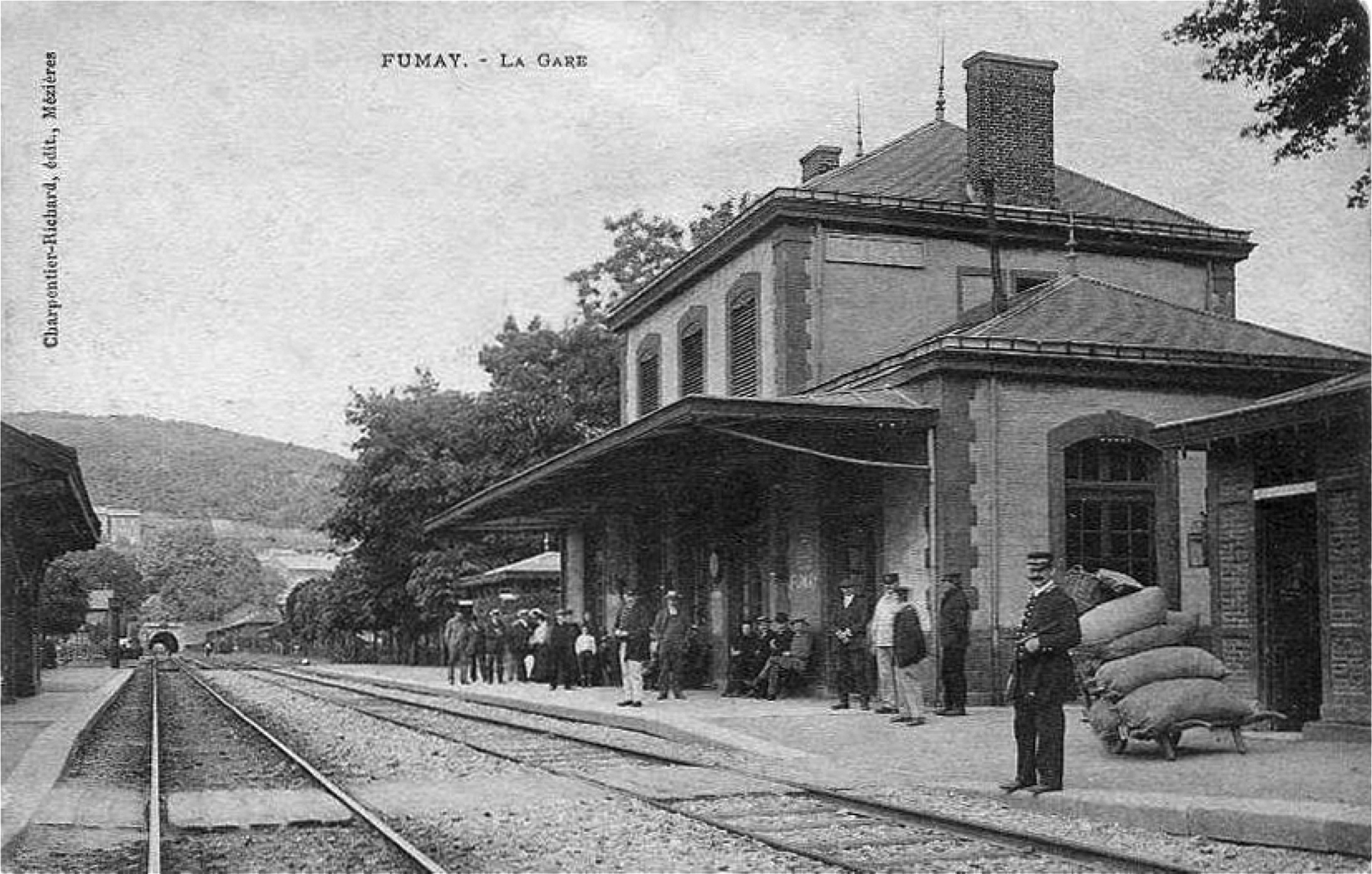
Fumay : une gare du premier type.

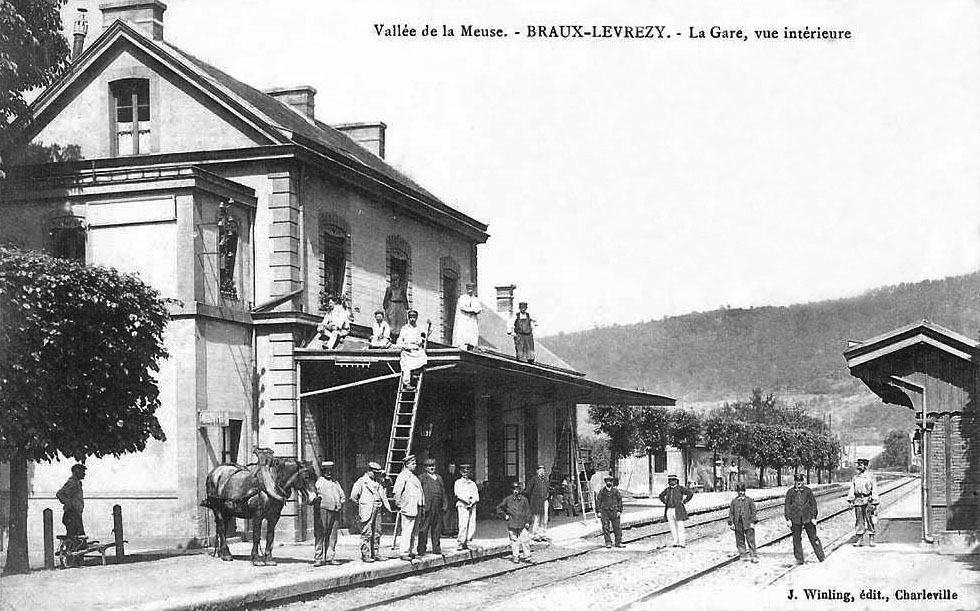
Bogny-sur-Meuse : une gare du second type.

Plusieurs architectes ont collaboré avec la Compagnie des chemins de fer des Ardennes lors de sa courte existence : Victor Lenoir, Félix Langlais, Alphonse Gosset.
La Compagnie des chemins de fer des Ardennes a mis au point deux modèles standards de bâtiments voyageurs pour ses gares intermédiaires qui ont été utilisés sur tout son réseau sauf la ligne de Creil a Beauvais, où Félix Langlais fit bâtir un ensemble de bâtiments au style particulier, d'aspect néo-renaissance, et la ligne de Reims à Laon qui se contentera de constructions provisoires.
La gare de Reims est l’œuvre de Félix Langlais et desservait conjointement les lignes des Chemins de fer des Ardennes et celles des Chemins de fer de l'Est. Les gares de Sedan et Charleville ont été construites après 1864 ; celles d'Amagne - Lucquy sont identiques à des bâtiments de la Compagnie des Chemins de fer de l'Est et datent probablement des années 1870. La gare de Longwy date de 1878.

#### Types de bâtiments
Le premier type est un bâtiment de style néoclassique, qui comporte un corps de logis à étage de trois travées, très rapprochées, sous toiture à deux croupes encadré par deux ailes basses symétriques, lesquelles comportent généralement une ou deux travées, et dont la toiture se termine par une croupe. Tous les percements recourent à l'arc bombé ; la façade est recouverte d'enduit, elle comporte des bandeaux et encadrements en pierre de taille et des pilastres d'angle harpés.

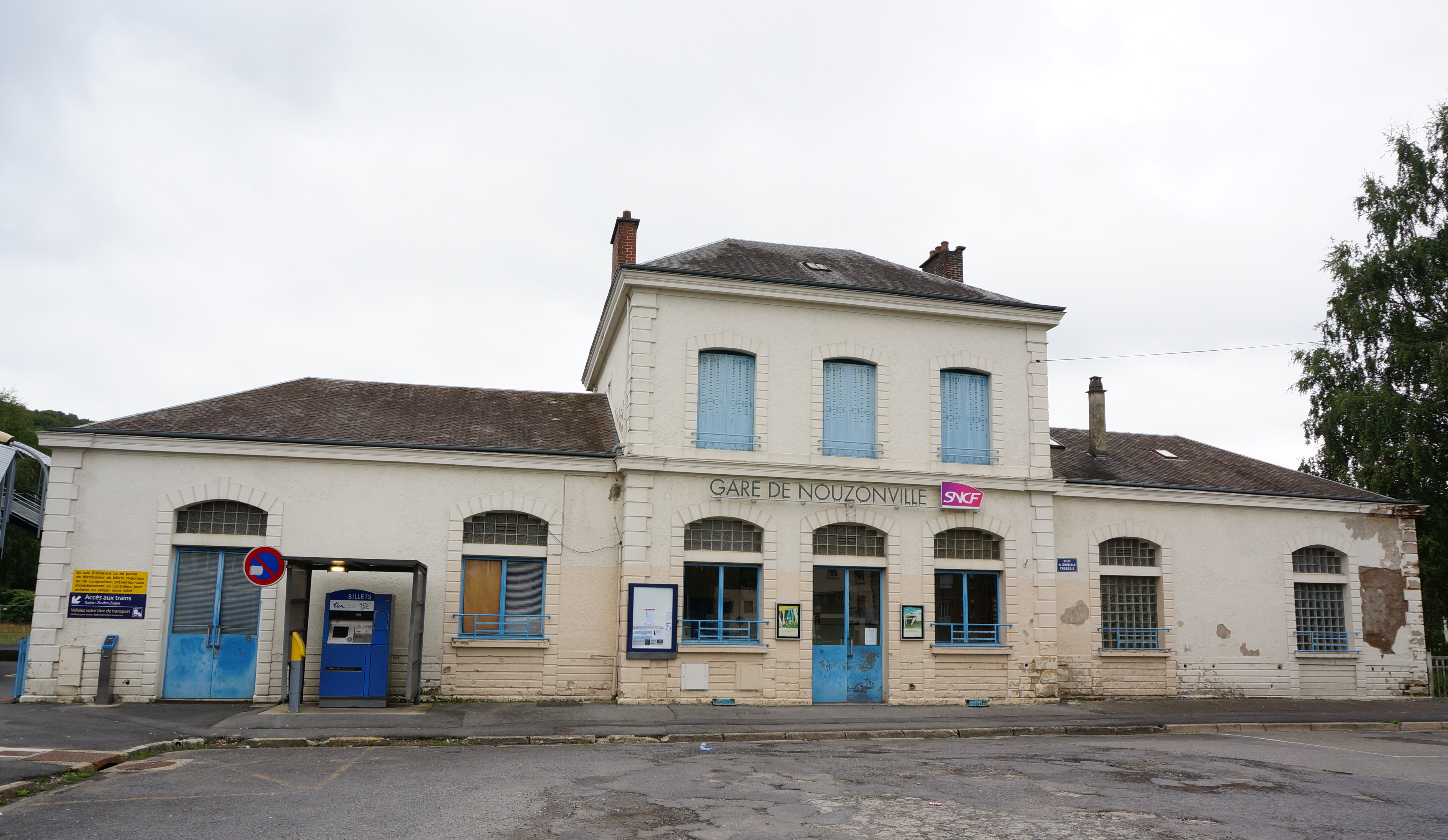
Nouzonville, côté cour.

Au moins neuf gares appartiennent à ce type :

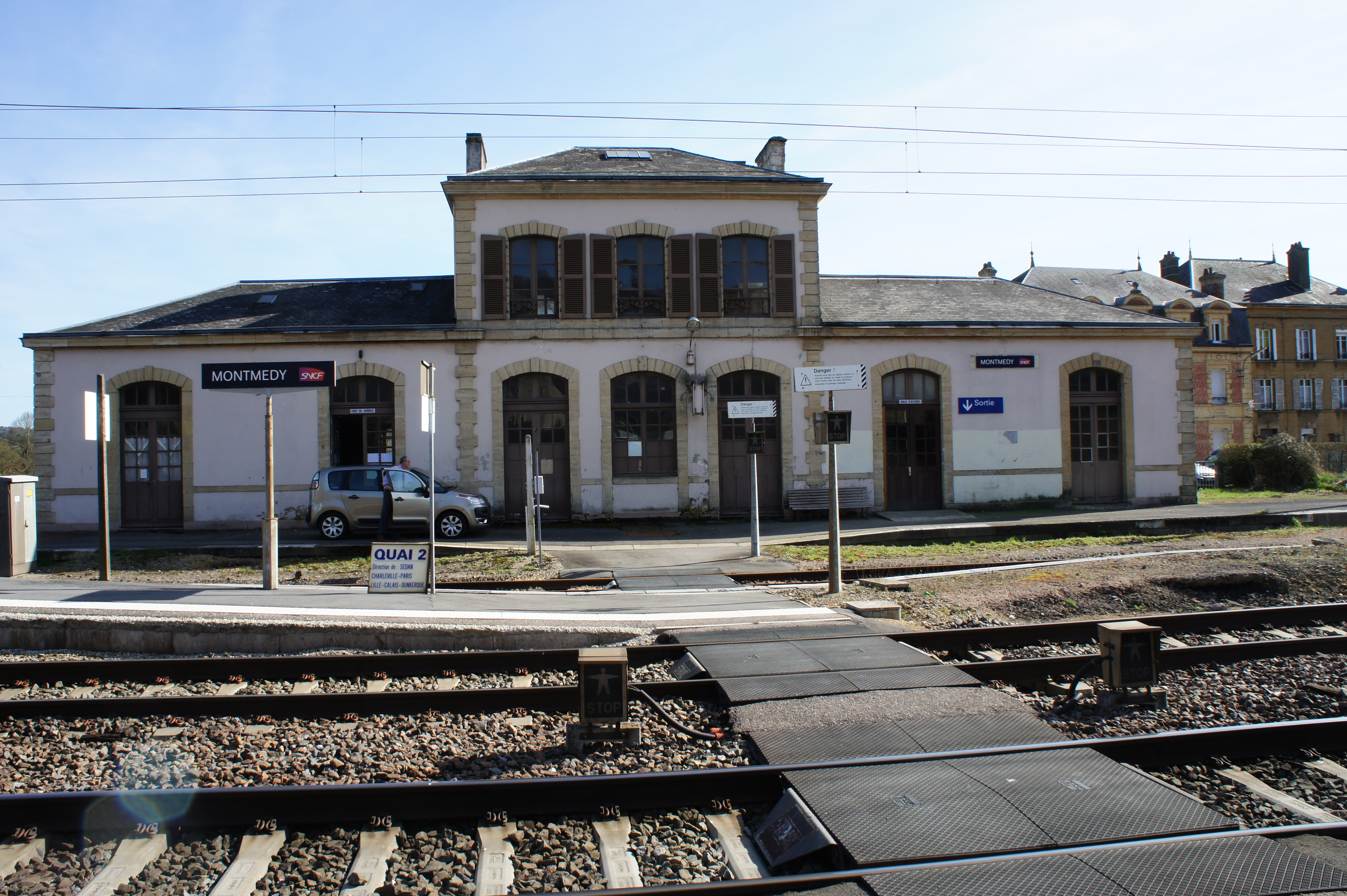
Montmédy, côté voies.

- Braine[14], aile gauche agrandie ;
- Carignan[15], ailes agrandies à plusieurs reprises ;
- Douzy ;
- Fismes, ailes longues[16] ; détruite durant la Première Guerre mondiale ;
- Fumay, ailes agrandies[17] ;
- Longuyon[18] (incertain[19]), fortement agrandie et détruite en 1918 ;
- Montmédy, ailes longues ;
- Nouzonville, ailes longues ;
- Revin[20], ailes longues, détruite en 14-18.

Le second type, pourrait être plus tardif et être l’œuvre d’Alphonse Gosset.
Il s'agit d'un bâtiment de style néoclassique dont le corps de logis est plus grand mais qui ne possédait que des ailes atrophiées. Il comporte un corps de logis à étage de trois travées sous toiture à deux croupes (toiture à deux versants dans de rares cas) ainsi que deux ailes symétriques. Il s'agit d'ailes à toit plat à étage, très courtes et plus étroites que le reste du bâtiment. Tous les percements recourent à l'arc bombé ; la façade est recouverte d'enduit et comporte les mêmes ornements, pilastres et entourages de baies que les gares du premier type.
Aux moins douze gares de ce type ont été construites :

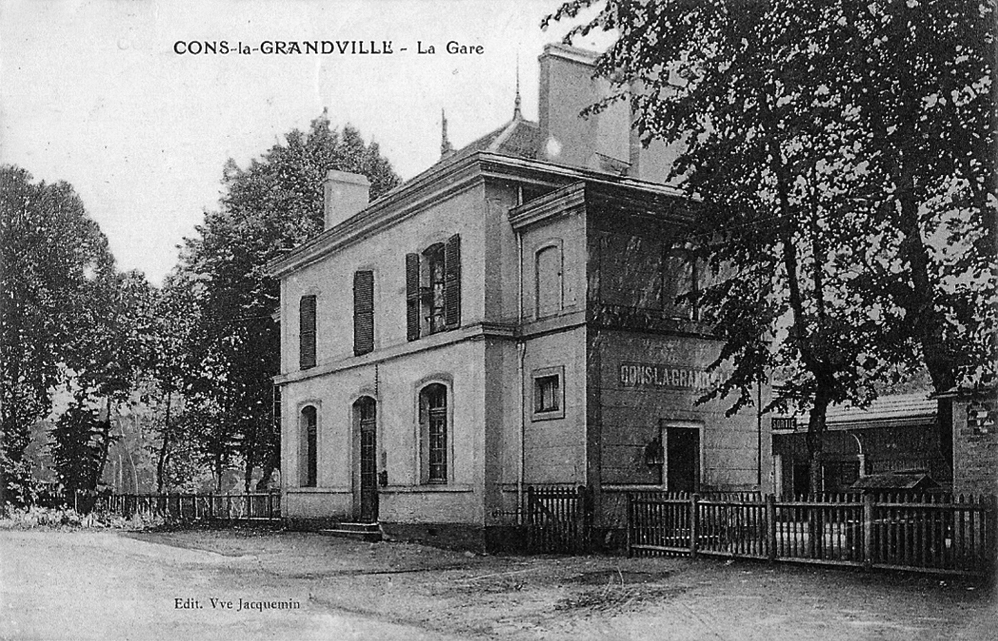
Cons-la-Grandville ; côté cour.

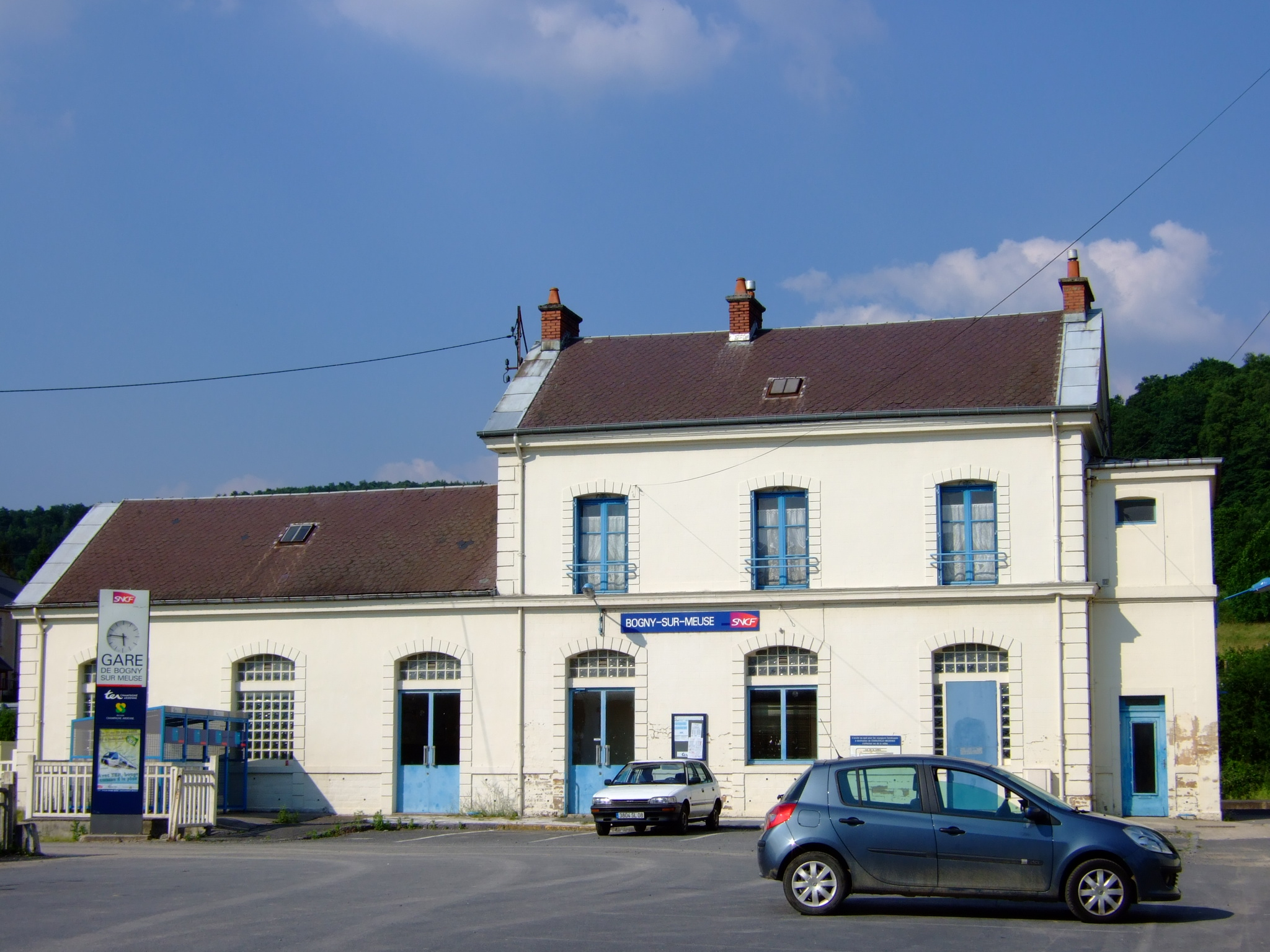
Bogny-sur-Meuse, après agrandissement.

- Audun-le-Roman, complétée par des bâtiments en bois après 1870 lorsqu'elle devint une gare-frontière[22]. Détruite en 1914 ;
- Bazeilles[23], détruite en 14-18 ;
- Bogny-sur-Meuse, toiture à deux versants ; bâtiment agrandi avec une aile sans étage de trois travées ;
- Charency-Vezin ;
- Ciry - Sermoise[24], détruite en 14-18 ;
- Cons-la-Grandville ;
- Deville[25], toiture à deux versants ;
- Jonchery-sur-Vesle[26], démolie ;
- Monthermé, toiture à deux versants ; bâtiment doté par la suite d'une aile de deux travées, portée à quatre travées ultérieurement[27] ;
- Muizon, détruite en 14-18 ;
- Pierrepont[28] ;
- Pouru - Brévilly.

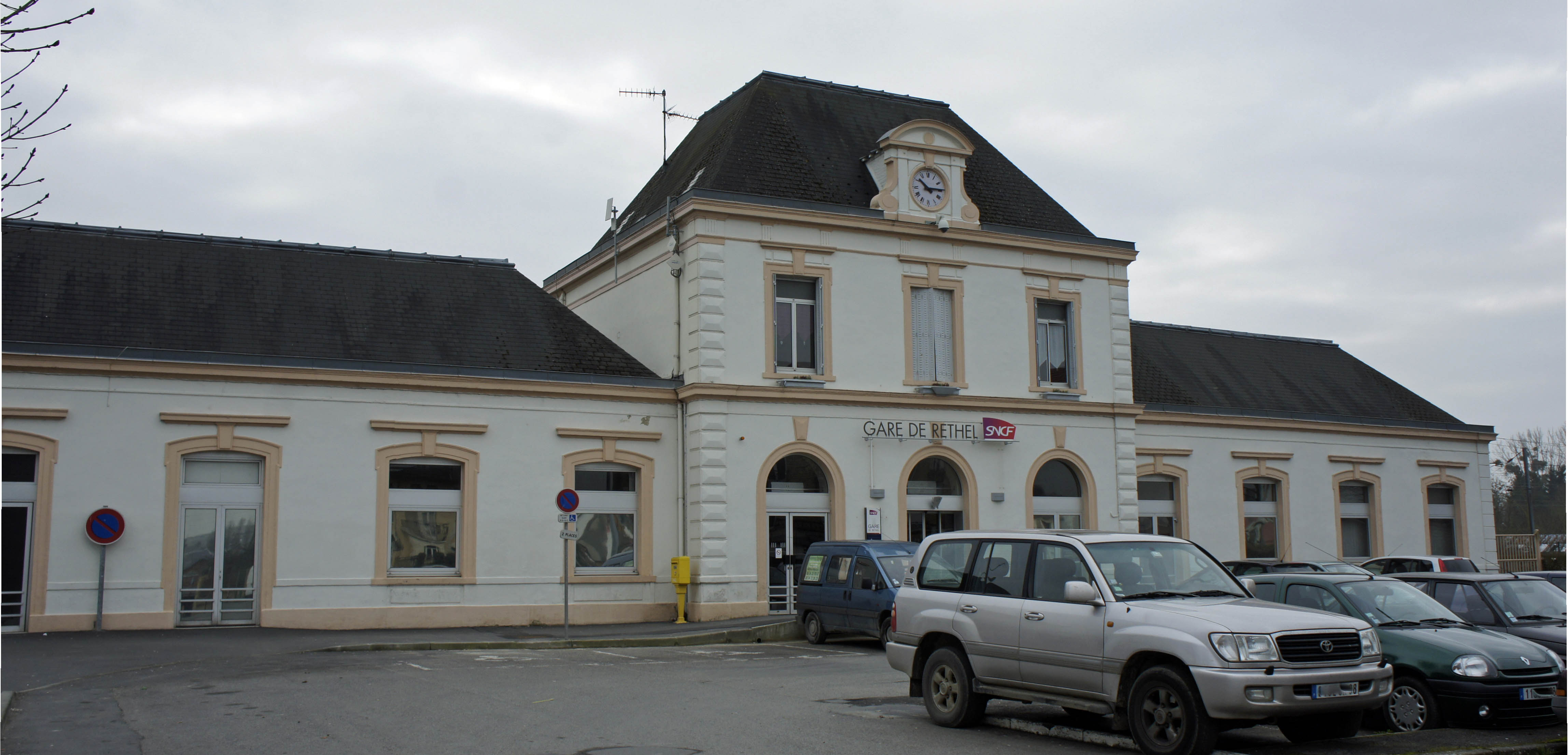
Rethel, côté cour.

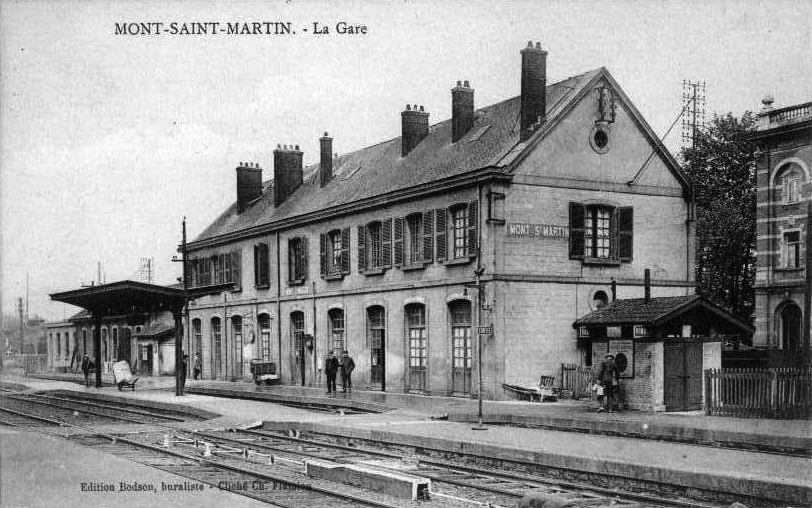
La gare de Mont-Saint-Martin, côté voies.

Trois bâtiments particuliers construits par les Chemins de fer des Ardennes partagent les éléments stylistiques des gares standards : 
- La gare de Rethel est un édifice plus vaste, à la façade en pierre qui comporte un corps de logis à étage de trois travées sous toiture mansardée contre laquelle repose l'horloge de la gare[29] ; le corps central est flanqué de deux ailes sans étage de quatre travées avec des combles importants[29], et dont la toiture, à deux croupes est également mansardée. Les percements des ailes sont à arc bombé ; ceux du rez-de-chaussée du corps central sont à arc en plein cintre tandis que ceux de l'étage sont rectangulaires et surmontés d'un entablement. La façade, recouverte d'enduit, était à l'origine en pierre apparente[29] ; elle comporte des bandeaux et encadrements en pierre de taille.
- La gare de Mont-Saint-Martin, démolie en 1984, présente un aspect fonctionnel. Côté voies, elle a l'aspect d'un long bâtiment à étage de neuf travées sous une toiture à deux pans continue[30] ; les pignons transversaux sont munis d’œils-de-bœuf ; côté rue, une avancée comportant trois travées sous toiture à deux croupes rompt la continuité de la façade[30]. Son aspect est cohérent avec celui du corps de logis des gares du second type ce qui laisse supposer un agrandissement ou une adaptation du plan standard en raison des fonctions de gare-frontière qu'elle exerçait.
- La gare de Saint-Erme[31] est un tout petit bâtiment d'un étage muni de trois travées et d'une toiture à faible pente ; son aspect ressemble aux gares du second type sans ailes et sans étages. Il sera plus tard agrandi avec deux travées supplémentaires et disparaît en 14-18. S'agit-il d'un des bâtiments provisoires[8] construits pour la ligne en 1858?

Un certain nombre de ces gares ont été détruites au cours de la Première Guerre mondiale ; parmi celles qui ont survécu au conflit, la plupart existe toujours à l'heure actuelle, soit utilisées par la SNCF comme gares, soit revendues comme habitations privées. La gare de Pierrepont abrite un magasin Casino.
Sur la ligne de Creil à Beauvais, les bâtiments voyageurs, dont la construction s'achève vers 1860, sont d'élégantes constructions érigées dans un style néo-renaissance. Elles partagent entre-elles de nombreux éléments en commun et possèdent généralement un ou deux pignons transversaux élancés.